# Racing Club
O Racing Club é um clube de futebol profissional argentino sediado em Avellaneda, cidade da província de Buenos Aires. O clube atualmente disputa a Primera División, a maior divisão do sistema de ligas da Argentina, e joga suas partidas com mando de campo no Estadio Presidente Perón, apelidado de El Cilindro.
Fundado em 1903, o Racing tem sido historicamente considerado um dos cinco grandes clubes do futebol argentino, e também é conhecido como El Primer Grande ("O Primeiro Grande"), por se tornar o primeiro clube do mundo a ganhar sete títulos de liga seguidos, o primeiro argentino a ganhar uma copa nacional e a Copa Intercontinental, após conquistar a Copa Libertadores em 1967, vindo a conquistar a Copa Sul-Americana em 2024 e a Recopa Sul-Americana no ano seguinte, ostentando então os três títulos de competições vigentes da Conmebol. O Racing tem uma forte rivalidade com o seu vizinho citadino, o Independiente, e o confronto entre os dois é conhecido como Clássico de Avellaneda, tido como o segundo maior clássico da Argentina.

## História
Em 12 de maio de 1901, um grupo de alunos do Colégio Nacional Central fundaria o "Football Club Barracas al Sud" , então conhecido como o que hoje é o Partido de Avellaneda . O novo clube foi fundado integralmente por jovens nascidos na Argentina (criollos), até então as instituições futebolísticas do país haviam sido criadas ou administradas por britânicos. Os membros fundadores foram: Arturo e Zenón Artola, Germán Vidaillac, Leandro Boloque, Pedro Viazzi, Pedro Werner, Alfredo e Raimundo Lamoure, Ignacio Oyarzábal, Ricardo Martín, Ernesto Martín, Salvador Sorhondo, Julio Planisi, Francisco Balestrieri, Bernardo Etcheverry, os irmãos Evaristo e Alfredo Paz, Enrique Poujade, Elías Camels, José Güimil, Juan Sepich, José Paz, Antonio Capurro e Alejandro Carbone. 
Em 16 de março de 1902, por divergências, um grande grupo de sócios deixaria o clube para fundar um novo: os "Colorados Unidos del Sud" . A separação não duraria muito, já que o Barracas al Sud ficou sem jogadores devido à saída de seus integrantes e o Colorado Unidos não conseguiu a fuga pretendida. Pouco depois, os membros de ambas as instituições resolveriam as diferenças e imporiam o lema: “Unidos até à morte ”.  Assim, em 25 de março de 1903, ambas as instituições foram unidas sob o mesmo nome e bandeira. Germán Vidaillac, um dos sócios fundadores de ascendência francesa , mostraria aos seus colegas uma revista de automobilismo do país francês em cuja capa estava a palavra "RACING" . A moção seria aprovada por todos os presentes. Ato elaborado em 7 de fevereiro de 1904 formaliza a criação do “Racing Football Club” na fazenda dos irmãos Lamoure. A votação nomeou Arturo Artola como o primeiro presidente da instituição. Finalmente, em 1905 , o clube certificou seu status oficial ao ingressar na Associação Argentina de Futebol .

### 1910-1930: o heptacampeonato
No dia 18 de dezembro de 1910 , após vencer a final da segunda divisão contra o Boca Juniors por 2 a 1, o Racing conseguiria a promoção à Primeira Divisão ; 

O primeiro time de futebol do Racing, formado em 1905.

justamente na comemoração do centenário da Revolução de Maio , aproveitando esta celebração para mudar suas cores como uma homenagem eterna, às mesmas da bandeira argentina: azul claro e branco.
Durante seus primeiros anos na categoria mais alta do futebol argentino, alcançaria o recorde histórico do heptacampeonato , adquirindo o apelido popular de "Academia Nacional de Futebol" . Também seria conhecido como “o Primeiro Grande” , pois dos cinco grandes , seria o primeiro a vencer a Liga , uma taça nacional e também uma taça internacional .

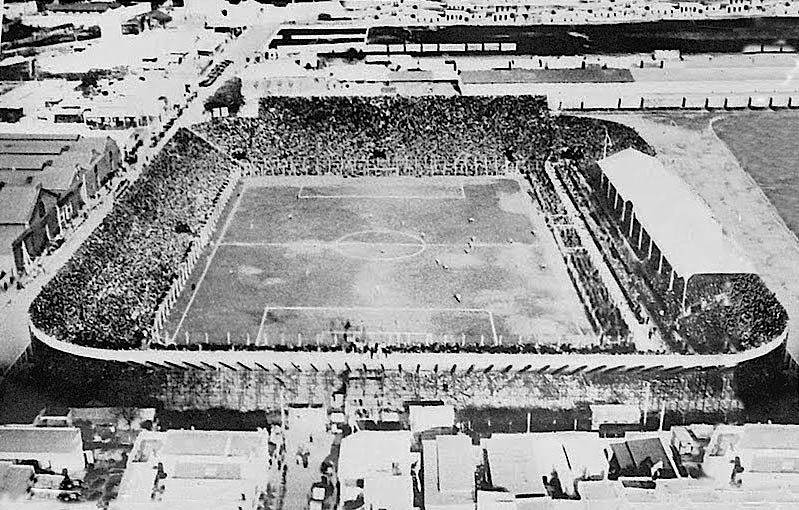
O Estádio Alsina y Colón, primeiro estádio do clube (1939).

A equipe conquistou sete campeonatos consecutivos da Primeira Divisão entre 1913 e 1919 , estabelecendo um recorde que permanece até hoje na história do futebol continental. Essas conquistas incluíram o primeiro tetracampeonato, pentacampeonato, hexacampeonato e heptacampeonato da história do futebol argentino, além do título de campeão da Copa Cousenier Honor em 1913 e duas Copas Aldao em 1917 e 1918 , o que os tornou a primeira seleção argentina a conquistar este prestigiado troféu internacional. A nível local, apesar de terminar em segundo lugar no torneio de 1920, conseguiu sagrar-se campeão dos campeonatos amadores de 1921 e 1925.

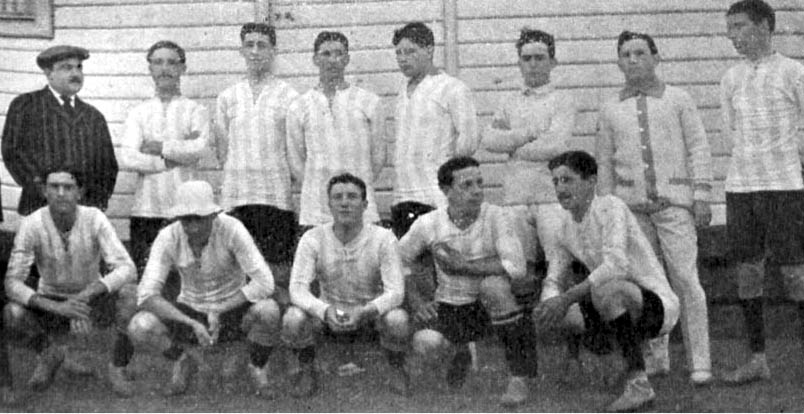
A primeira equipe campeã do Racing (1913) que quebrou a hegemonia das equipes inglesas.

### 1931-1983: o tricampeonato profissional
Na década de 1930, o Racing fez uma transição bem-sucedida para o profissionalismo. Em 1932 conquistou seu primeiro título profissional, a Taça Beccar Varela em sua primeira edição, e continuou obtendo sucesso nas décadas seguintes. Em 1933, acrescentaram a Competition Cup à sua lista de conquistas, e em 1945 venceram a British Competition Cup , tornando-se um dos três campeões da competição.

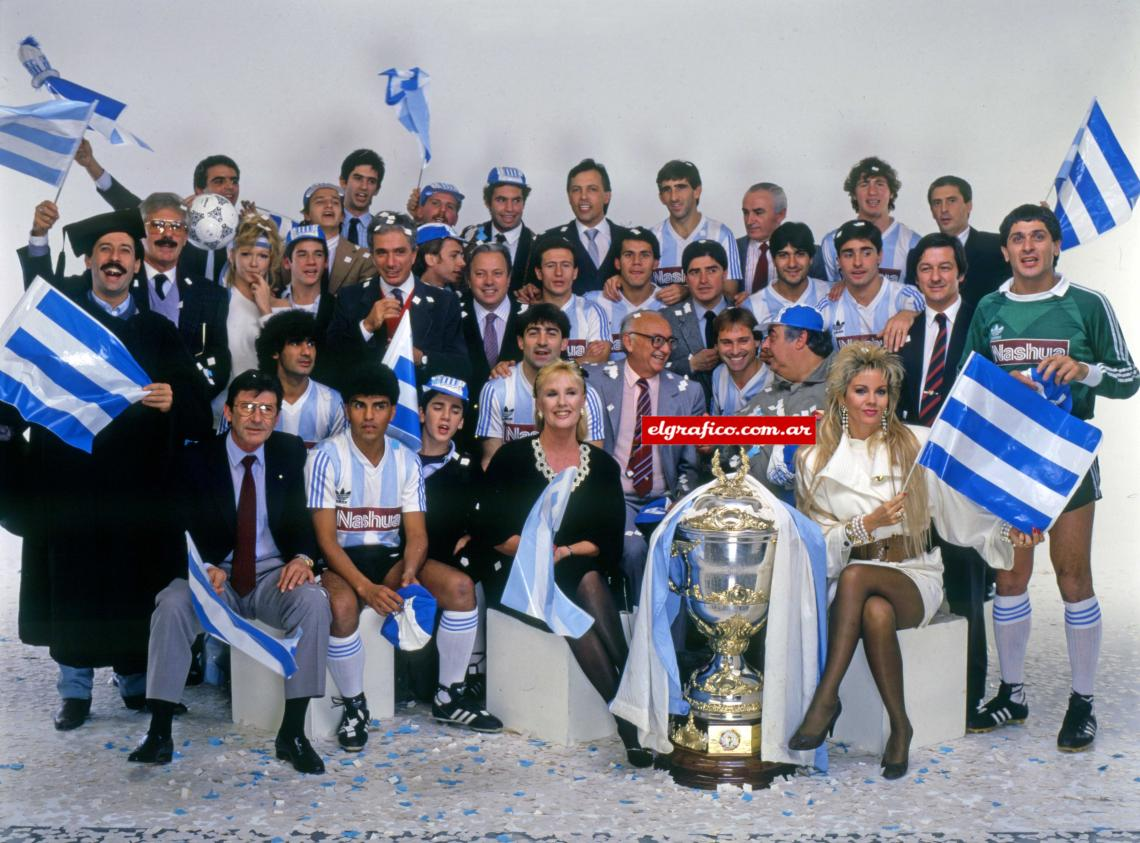
Comemoração da Supercopa Sul-Americana com jogadores e acadêmicos renomados.

Em 1949, a equipe conquistou seu primeiro campeonato profissional , acumulando 49 pontos graças a 21 vitórias, 7 empates e 6 derrotas. Para o ano de 1950, o Racing repetiu o sucesso ao conquistar novamente o título de campeão , acumulando 47 pontos e destacando-se pela capacidade de pontuação e defesa sólida. Neste ano, o Racing inauguraria seu novo estádio: Presidente Perón.

Em 1951, o Racing enfrentou a difícil tarefa de defender o título pela terceira vez consecutiva, mas conseguiu se tornar o primeiro time tricampeão do futebol profissional argentino.  Apesar da pressão e oposição de outros clubes, o Racing manteve-se firme, sob a direção técnica de Guillermo Stábile . Mais tarde, nos anos seguintes, o Racing conquistou os campeonatos de 1958 e 1961.

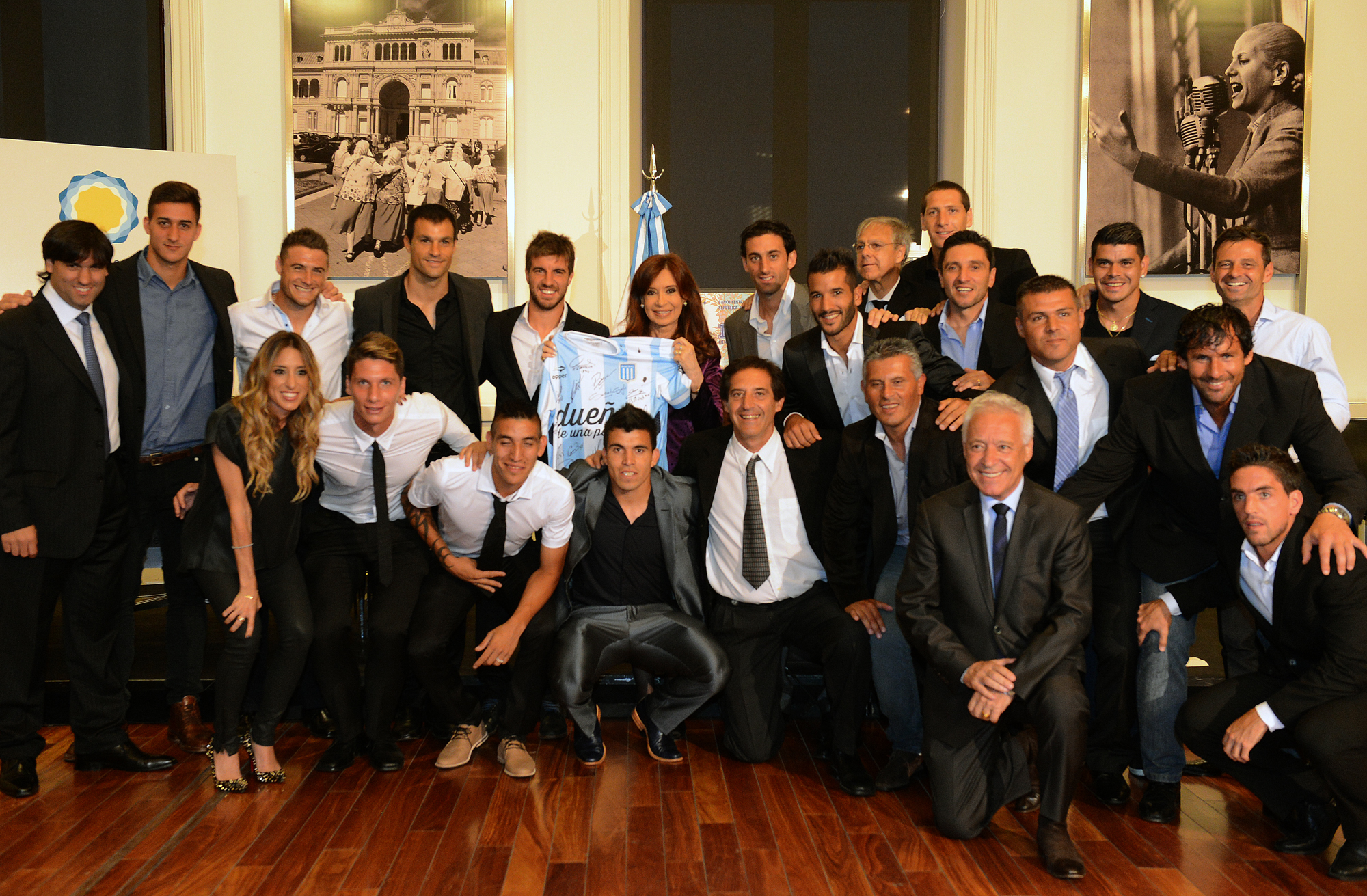
A equipe Racing campeã de 2014 na Casa Rosada.

Em 1965, o Racing Club viveu um momento marcante em sua história quando Juan José Pizzuti , figura lendária do futebol argentino, assumiu a direção técnica. A equipe de Pizzuti, apelidada de " Equipe do José ", sagrou-se campeã do torneio Metropolitano de 1966 , com um desempenho marcante que incluiu 24 vitórias, 13 empates e apenas uma derrota. A equipe exibiu um futebol colorido e eficaz, marcando 70 gols e sofrendo apenas 24, consolidando sua reputação como um dos times mais dominantes da época. A gestão de Pizzuti atingiu seu clímax em 1967, quando o Racing Club conseguiu vencer a Copa Libertadores , o torneio de clubes de maior prestígio da América do Sul. O triunfo na Copa Libertadores catapultou o Racing Club para a Copa Intercontinental , onde enfrentou o Celtic Football Club da Escócia , campeão da Copa da Europa . Depois de uma série acirrada , o Racing Club emergiu como campeão mundial e se tornou a primeira equipe argentina a se tornar campeão do mundo de clubes.

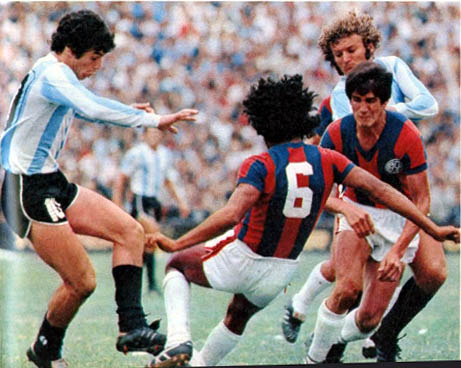
Partida do clássico argentino, entre Racing e San Lorenzo, em 1981.

Em 1968, marcou uma destacada digressão europeia, onde o Racing se tornou a primeira equipa do continente a conquistar o Troféu Costa del Sol e o Troféu Conde de Fenosa organizado pela Real Federação Espanhola de Futebol , fortalecendo o seu prestígio internacional. Nos anos posteriores, o Racing se afastaria de suas melhores campanhas. Em 1976, após três temporadas canceladas, o time foi obrigado a disputar um mini-torneio de permanência , salvando-se por um ponto.
Em 1983, devido à implantação de um sistema de médias, o Racing sofreu seu único rebaixamento para a Primera B , apesar de ter terminado acima de diversas equipes nas temporadas anteriores.

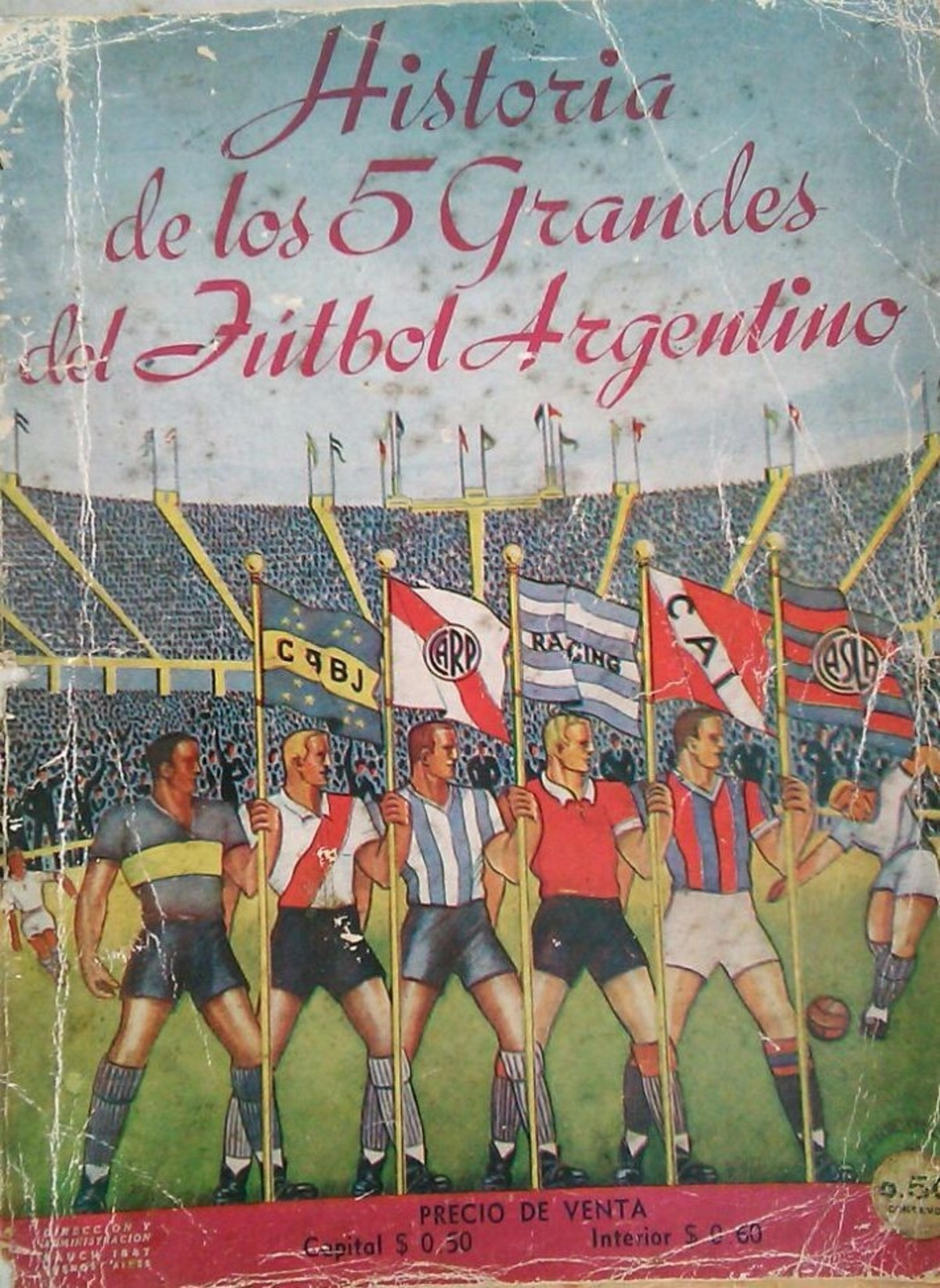
Os cinco grandes do futebol argentino: Boca, River, Racing, Independiente e San Lorenzo.

Fundado em 25 de março de 1903, ganhou dezoito campeonatos nacionais (1913, 1914, 1915, 1916, 1917, 1918, 1919, 1921, 1925, 1949, 1950, 1951, 1958, 1961, 1966, 2001, 2014 e 2019), seis  campeonatos internacionais (Copa de Honor de 1913, Copa Aldao de 1917, Copa Aldao de 1918, Copa Libertadores de 1967, Copa Intercontinental de 1967 e Supercopa Sul-Americana de 1988) e quinze taças nacionais.
Em setembro de 1950, o novo estádio foi inaugurado, e nomeado em homenagem ao então 
presidente Juan Domingo Perón. O estádio recebeu o apelido de "Cilindro de Avellaneda", por conta de seu formato, tendo capacidade para 51.389 espectadores.
O Racing foi o primeiro time a ganhar sete campeonatos locais seguidos no amadorismo, o primeiro time a ganhar três campeonatos locais seguidos no profissionalismo, o primeiro time de 
futebol da Argentina a ganhar a Copa Intercontinental de 1967 e o primeiro a ganhar a Supercopa Sul-Americana de 1988.
Em 1983 La Academia foi rebaixado para a divisão Primera División B, ficando lá até 1985.
Em 1999 o Racing Club abriu falência, mas seus torcedores ajudaram o time a se recuperar. É o primeiro clube argentino a ser administrado por uma empresa: Blanquiceleste S.A., dirigida por Fernando Marín.
Em dezembro de 2001, o Racing ganhou o campeonato Apertura, quebrando um jejum de 35 anos sem títulos nacionais.
Em junho de 2008, devido a seus poucos pontos nos últimos 3 anos, quase foi rebaixado em partidas de ida e volta contra Belgrano, conseguindo um empate em Córdoba (1 a 1) e ganhando de 1 a 0 em Avellaneda para seguir na série principal na temporada 2008-09.
Em dezembro de 2008 a empresa Blanquiceleste S.A. parou de administrar o Racing e Rodolfo Molina se tornou o novo presidente do clube.
Em agosto de 2012, o Racing alcançou a final da final da Copa Argentina de 2012, embora o time tenha perdido para o Boca Juniors por 2–1.
Em junho de 2014, Diego Cocca foi contratado como treinador principal. Poucos dias depois de Cocca assinar seu contrato, o ex-jogador e favorito dos fãs Diego Milito deixou o Inter de Milão e voltou ao clube para jogar o Torneo de Transición de 2014.
Em dezembro de 2014, o Racing ganhou seu 17.º título no último jogo do torneio. A equipe derrotou o Godoy Cruz por 1–0 para garantir o primeiro lugar e campeão coroado.
Em março de 2019, o Racing obteve seu 18.º título ao conquistar o Campeonato 2018-19. Lisandro López foi o artilheiro do torneio com 17 gols, e aos 36 anos era o jogador mais velho a ser artilheiro da liga.
Em dezembro de 2019, o Racing sagrou-se campeão do Troféu de Campeões da Superliga Argentina ao vencer por 2 a 0 o último campeão da Copa da Superliga Argentina, o Tigre, com dois gols de Matías Rojas.
Em novembro de 2022, o Racing sagrou-se campeão do Troféu de Campeões da Liga Profissional ao vencer por 2 a 1 o último campeão da Campeonato Primeira Divisão de 2022, o Boca Juniors.
Em janeiro de 2023, o Racing sagrou-se campeão da Supercopa Internacional ao vencer o Boca Juniors.
Em novembro de 2024, o Racing foi campeão da Copa Sul-Americana ao vencer o Cruzeiro por 3x1 em Assunção, no Paraguai.
Em fevereiro de 2025, o Racing sagrou-se campeão da Recopa Sul-Americana ao derrotar o Botafogo por 4x0 no placar agregado.

## Títulos
| MUNDIAIS                 | MUNDIAIS                                      | MUNDIAIS | MUNDIAIS |
|                          | Competição                                    | Títulos  | Temporadas |
| ------------------------ | --------------------------------------------- | -------- | --- |
|                          | Copa Intercontinental                         | 1        | 1967 |
| CONTINENTAIS             |                                               |          | |
|                          | Competição                                    | Títulos  | Temporadas |
|                          | Copa Libertadores da América                  | 1        | 1967 |
|                          | Copa Sul-Americana                            | 1        | 2024 |
|                          | Recopa Sul-Americana                          | 1        | 2025 |
|                          | Supercopa Sul-Americana                       | 1        | 1988 |
| INTERNACIONAIS AFA x AUF |                                               |          | |
|                          | Competição                                    | Títulos  | Temporadas |
|                          | Copa Aldao                                    | 2        | 1917 e 1918 |
|                          | Copa de Honor                                 | 1        | 1913 |
| NACIONAIS                |                                               |          | |
|                          | Competição                                    | Títulos  | Temporadas |
|                          | Campeonato Argentino - 1ª Divisão             | 18       | 1913, 1914, 1915, 1916, 1917, 1918, 1919, 1921, 1925, 1949, 1950, 1951, 1958, 1961, 1966, 2001, 2014 e 2019                                                                                             |
|                          | Copas Nacionais                               | 12       | 5 1913, 1914, 1916, 1917 e 1918 Copa Dr. Carlos Ibarguren 4 1912, 1913, 1915 e 1917 Copa de Honor 1 1932 Copa Beccar Varela 1 1933 Copa de Competencia 1 1945 Copa de Competencia Británica George “VI” |
|                          | Trofeo de Campeones de la Superliga Argentina | 1        | 2019 |
|                          | Trofeo de Campeones de la Liga Profesional    | 1        | 2022 |
|                          | Supercopa Internacional                       | 1        | 2022 |
|                          | Campeonato Argentino - 2ª Divisão             | 1        | 1910 |
| TOTAL                    |                                               |          | |
|                          | Títulos                                       | Totais   | Conquistas |
|                          | Principais títulos oficiais                   | 41       | 1 Mundial, 4 Continentais, 3 Internacionais e 33 Nacionais |

Campanha em Destaque

- Supercopa Sul-Americana: Vice-Campeão 1 1992
- Recopa Sul-Americana: Vice-Campeão 1 1989
- Supercopa da Argentina: Vice-Campeão 1 2019
- Copa da Liga Argentina: Vice-Campeão 1 2021

## Elenco
Última atualização: 24 de janeiro de 2025.

#### Out on loan
Nota: Bandeiras indicam equipe nacional, conforme definido pelas regras de elegibilidade da FIFA. Os jogadores podem ter mais de uma nacionalidade não-FIFA.
| N.º |           | Posição | Jogador                                                            |
| --- | --------- | ------- | ------------------------------------------------------------------ |
|     | Argentina | G       | Gastón Gómez (at San Lorenzo until 31 December 2024)               |
|     | Argentina | G       | Matías Tagliamonte (at Gimnasia (M) until 31 December 2024)        |
|     | Paraguai  | D       | Juan José Cáceres (at Lanús until 31 December 2024)                |
|     | Argentina | D       | Ignacio Galván (at Defensa y Justicia until 31 December 2025)      |
|     | Argentina | D       | Nicolás Kozlovsky (at Atlético de Rafaela until 31 December 2024)  |
|     | Uruguai   | D       | Fernando Prado (at Imbabura until 30 June 2025)                    |
|     | Argentina | D       | Tobías Rubio (at Defensa y Justicia until 31 December 2025)        |
|     | Argentina | D       | Fabián Sánchez (at Defensores de Belgrano until 31 December 2024)  |
|     | Argentina | D       | Imanol Segovia (at Independiente Rivadavia until 31 December 2025) |
|     | Argentina | M       | Tiago Banega (at Unión de Santa Fe until 31 December 2024)         |
|     | Peru      | M       | Catriel Cabellos (at Alianza Lima until 31 December 2024)          |

| N.º |           | Posição | Jogador                                                      |
| --- | --------- | ------- | ------------------------------------------------------------ |
|     | Uruguai   | M       | Fabricio Domínguez (at Sport Recife until 31 December 2024)  |
|     | Argentina | M       | Nahuel Gómez (at Círculo Deportivo until 31 December 2024)   |
|     | Argentina | M       | Iván Gorosito (at Tristán Suárez until 31 December 2024)     |
|     | Argentina | M       | Maico Quiroz (at Chacarita Juniors until 31 December 2024)   |
|     | Argentina | M       | Patricio Tanda (at Unión de Santa Fe until 31 December 2024) |
|     | Argentina | A       | Evelio Cardozo (at Nueva Chicago until 31 December 2024)     |
|     | Argentina | A       | Héctor Fértoli (at Huracán until 31 December 2024)           |
|     | Argentina | A       | Iván Maggi (at Nueva Chicago until 31 December 2024)         |
|     | Argentina | A       | Tomás Pérez (at Jedinstvo Ub until 30 June 2025)             |
|     | Argentina | A       | Emiliano Saliadarre (at Temperley until 31 December 2024)    |

## Símbolos
Embora desde 1903 o clube possua vários símbolos para se identificar, foi em 1928 que começou a ser divulgado o emblema oficial da instituição, que se mantém praticamente inalterado até aos dias de hoje. Possui desenho em formato de escudo francês moderno, com sete listras verticais intercaladas entre si (quatro azuis claras e três brancas), e a palavra " Racing " em letras maiúsculas localizada na parte superior do emblema.

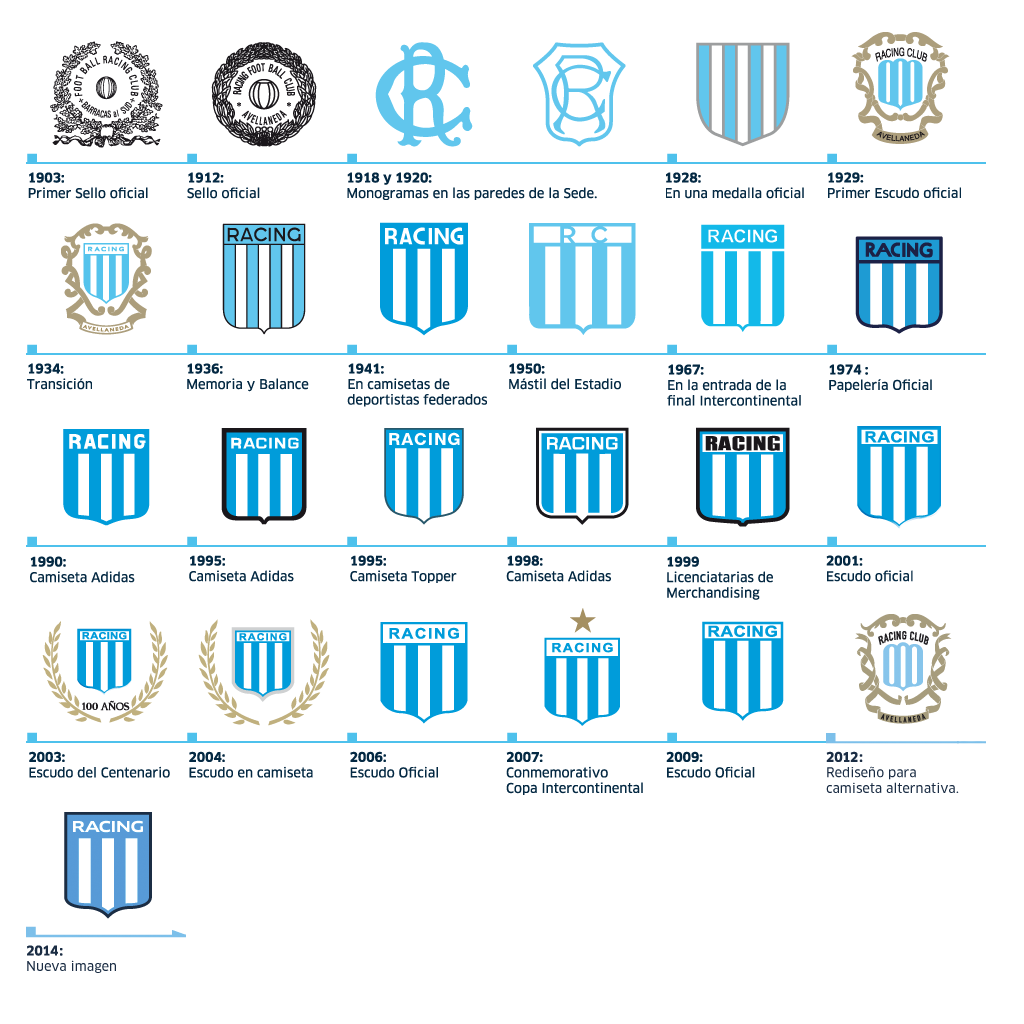
Todos os escudos históricos do Racing Club de 1903 a 2014 com o escudo atualmente utilizado pela instituição Albiceleste.

### Hino
Quanto ao “ Hino Oficial do Racing Club de Avellaneda” , foi composto pelo músico e compositor ítalo-argentino Antonio Rodio com letra do Dr. Daniel Piscicelli, em 1951. Em 2017 o clube decidiu renovar o hino em colaboração com a Orquestra Municipal de Tango de Avellaneda , em comemoração aos 50 anos da conquista da Copa Intercontinental .

Hino do Racing Club
Se eleva majestuosa la bandera,

viva la patria, saludo al pabellón

y viva Racing que escribes en tu historia

por tantas veces el nombre de campeón.
Reverdecen los laureles de tus glorias

paladín del deporte popular

que no en vano te llaman Academia,

Academia del Fútbol Nacional.
(Coro)
Racing, Racing, Racing,

cantemos todos con gran fervor

mientras blanca y celeste once divisas

hacen del fútbol destreza y valor.
Racing, Racing, Racing,

todos te aclaman con emoción

y es la América grandiosa que te admira

por tu gloriosa tradición.

Antonio Rodio y Daniel Piscicelli (1951).

## Artilheiros

### Maiores Artilheiros

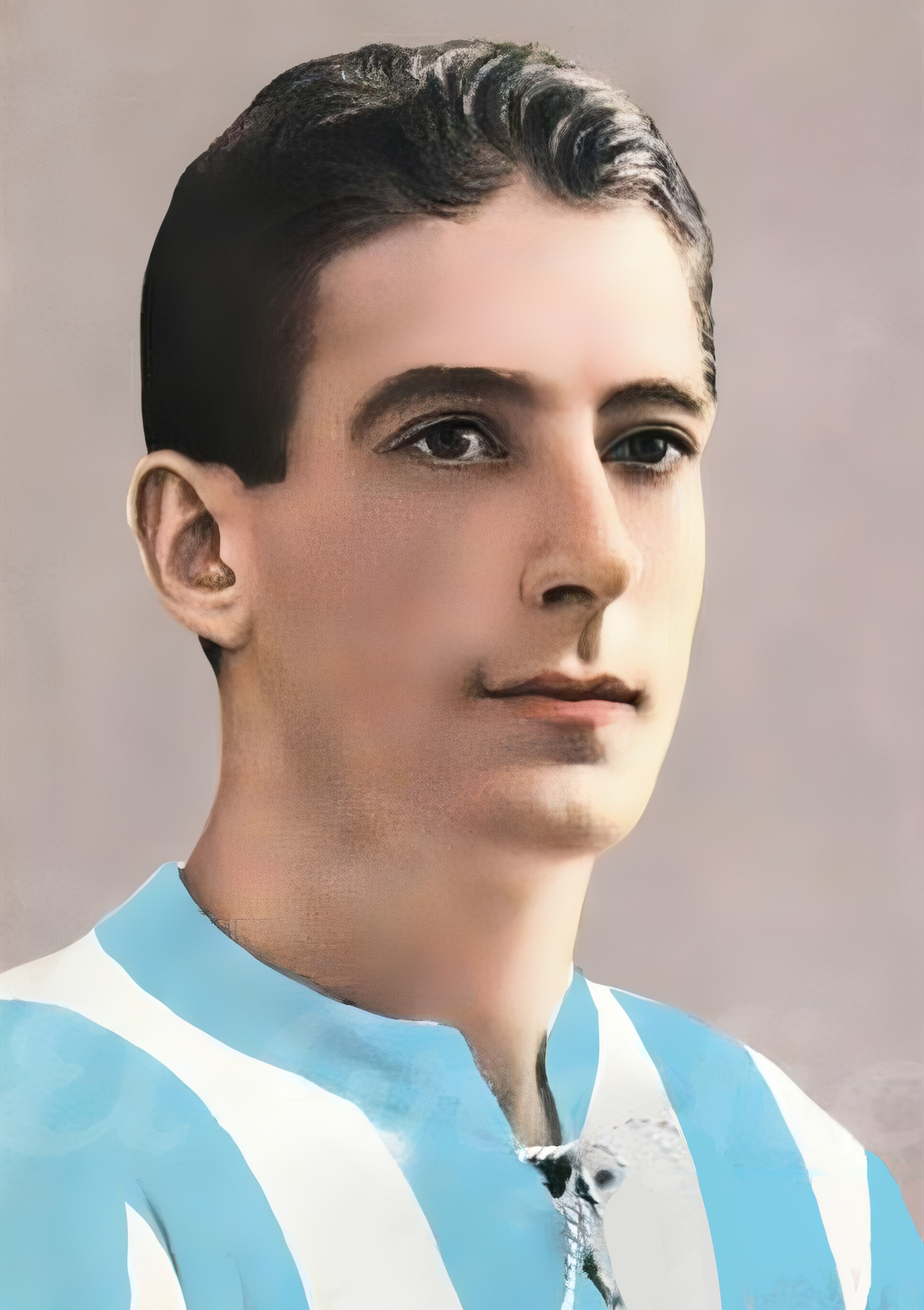
Alberto Ohaco. O primeiro e maior artilheiro da história do clube, com 244 gols marcados.

- São contados os 10 jogadores com mais gols pelo clube.

| Jogadores                                | Gols convertidos |
| ---------------------------------------- | ---------------- |
| Alberto Ohaco                            | 244              |
| Alberto Marcovecchio                     | 207              |
| Alberico Zabaleta                        | 141              |
| Evaristo Barrera (en la era profesional) | 138              |
| Juan José Pizzuti                        | 125              |
| Pablo Frers                              | 121              |
| Natalio Perinetti                        | 112              |
| Pedro Ochoa                              | 109              |
| Llamil Simes                             | 106              |
| Juan Perinetti                           | 99               |

### Maiores Participações

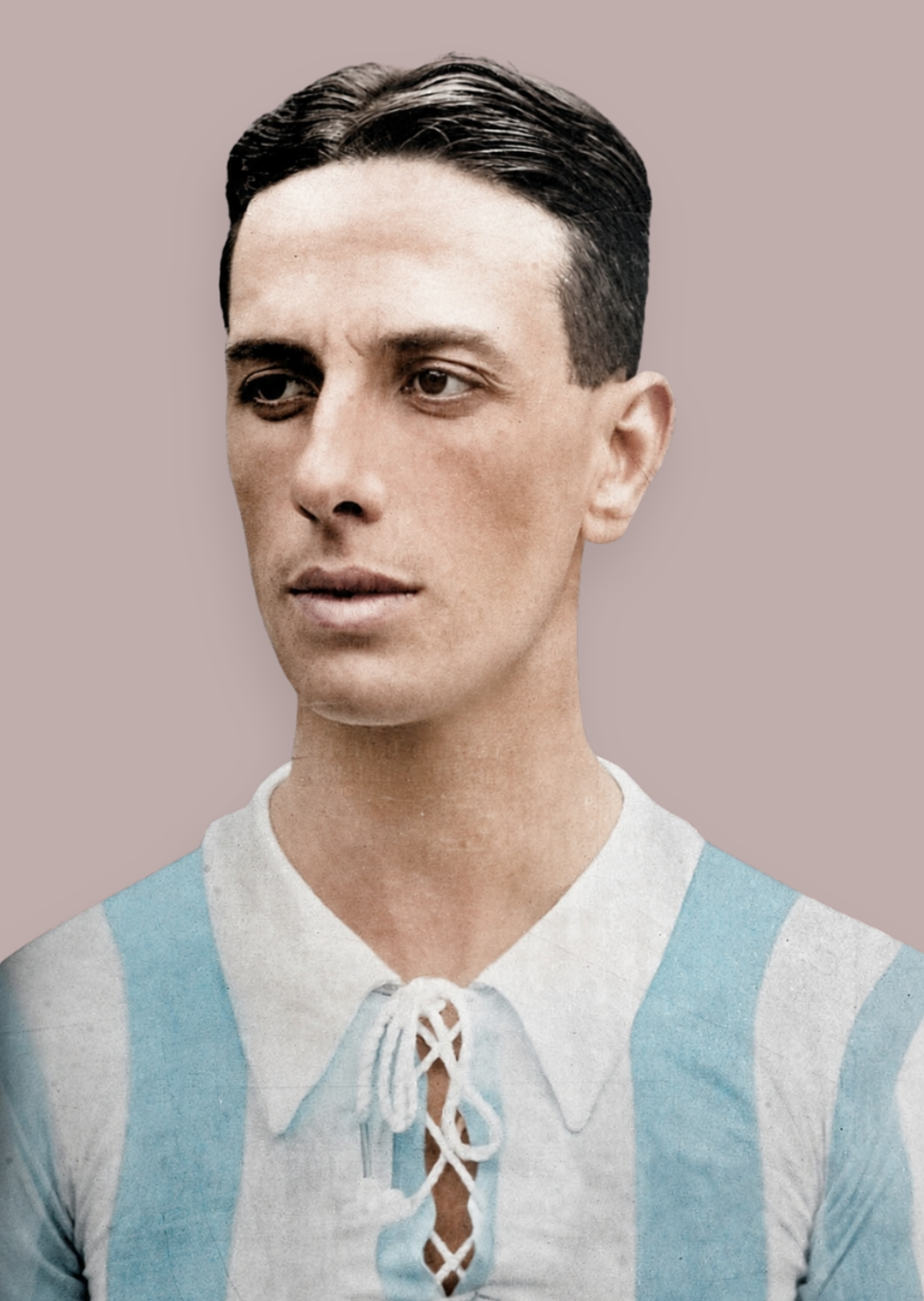
Natalio Perinetti.O jogador com mais jogos disputados na história do clube (405 jogos).

- São contados os 10 jogadores com mais jogos pelo clube.

| Jogadores                              | Partidas disputadas |
| -------------------------------------- | ------------------- |
| Natalio Perinetti                      | 405                 |
| Gustavo Costas (en la era profesional) | 337                 |
| Agustín Mario Cejas                    | 334                 |
| Claudio Úbeda                          | 329                 |
| Juan Carlos Cárdenas                   | 321                 |
| Iván Pillud                            | 321                 |
| Ezra Sued                              | 308                 |
| Carlos Squeo                           | 306                 |
| José García                            | 272                 |
| Armando Reyes                          | 269                 |

## Uniformes

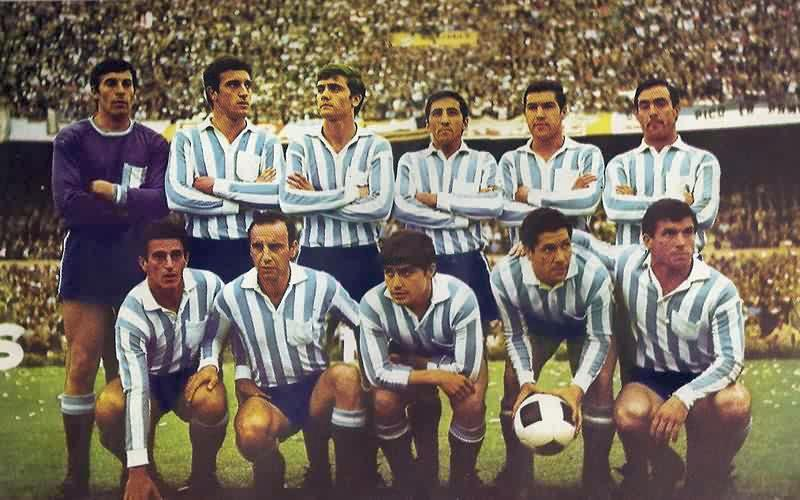
A equipe do Racing de 1967 que alcançou sucesso internacional, vencendo a Libertadores e a Copa Intercontinental.

A primeira camisola do clube era branca para economizar custos. Em 23 de julho de 1904, numa assembleia, decidiu-se que se devia adotar uma vestimenta mais colorida. Assim, foi desenhada uma com listras amarelas e pretas, mas sua semelhança com a camisola do CURCC uruguaio levou à sua mudança após apenas uma semana de estreia com essas cores. A segunda camisola proposta por Don Alejandro Carbone era aos quadrados em celeste e salmão e foi usada até 1908. A terceira camisola era azul com uma faixa branca no peito e foi usada até 1910 (ano em que se alcançou a promoção à primeira divisão ao vencer o Boca Juniors na final). Finalmente, Pedro Werner propôs numa nova assembleia após a promoção em 1910 que, em homenagem ao centenário da Primeira Junta, as cores patrióticas da bandeira da República Argentina fossem usadas.[carece de fontes?]
- 1º - Camisa listrada em azul-celeste e branco, calção e meias brancas;
- 2º - Camisa preta, calção e meias pretas;
- 3º - Camisa azul, calção e meias azuis.

## Torcida
Os torcedores do Racing Club são comumente chamados de "La N.°1", porque era o time mais popular da Argentina na década de 1940.  Também é conhecido como "La Guardia Imperial" (Guarda Imperial) pela fidelidade da maioria dos torcedores apesar da seca de títulos que o clube teve.
Numerosas pesquisas concordam que o Racing está entre o terceiro e o quarto time com maior número de torcedores em toda a Argentina. Outros dados indicam que, em nível local, os torcedores do Racing estão. ficou em terceiro lugar em vendas de ingressos em 100 anos. Comumente, "La N.°1" é mencionado como uma das torcidas mais populares e fiéis do mundo, sendo classificado como o mais fanática do futebol argentino.
Os grupos de barras bravas mais importantes do Racing Club são La Guardia Imperial (1958), Racing Stones (1990) e La Barra del 95 (1991).
Um dos momentos marcantes foi no final da década de 90, quando se mobilizaram para evitar o leilão judicial da sede de Villa del Parque. Destaca-se também a capacidade de reunir multidões no Cilindro de Avellaneda, mesmo quando não há correspondência. estava acontecendo, no dia 7 de março de 1999 (Dia do torcedor de Racing Club). Outra conquista notável foi a reunião simultânea de pessoas em dois estádios diferentes no mesmo dia durante a última data do Apertura 2001.

## Rivalidades

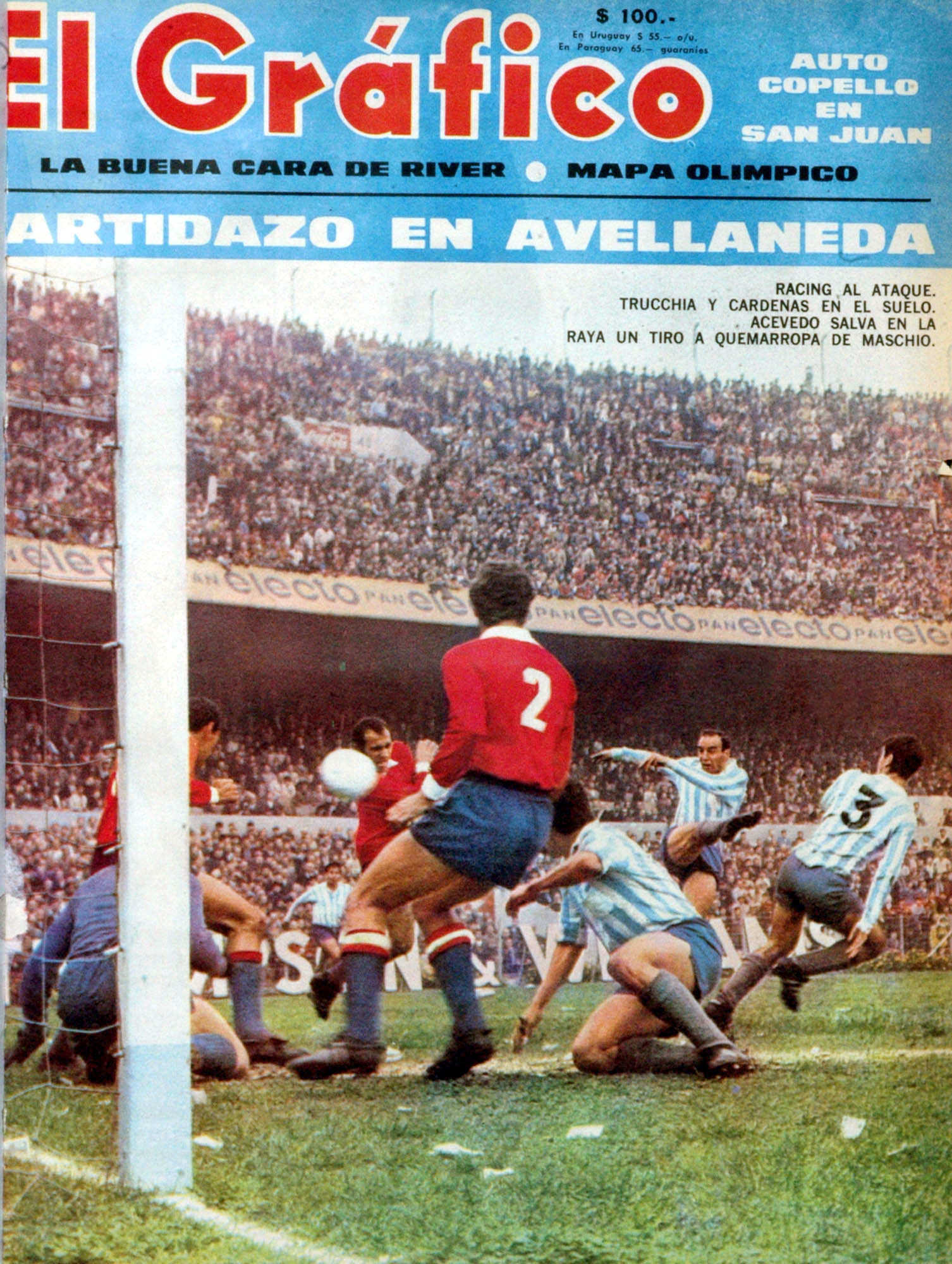
O Clássico de Avellaneda em 1968 com um chute de Humberto Maschio.

O rival clássico e histórico é o Club Atlético Independiente. O jogo entre as duas equipes é conhecido tradicionalmente como "O Clássico de Avellaneda". Os estádios das duas equipes estão a menos de 300 metros de distância um do outro, intensificando a rivalidade que existe desde o início do século XX. É o segundo clássico mais importante da Argentina, recebendo muita atenção internacional e sendo reconhecido pela revista World Soccer como um dos mais importantes do mundo, assim como pela revista Four Four Two, que o colocou entre os 15 melhores do mundo.
En todos os confrontos oficiais entre os dois clubes, foram jogadas 235 vezes, com 71 vitórias do Racing, 75 empates e 89 vitórias do Independiente. Até 1974, o Racing Club manteve uma hegemonia geral sobre seu rival clássico, e hoje em dia, o Independiente mantém uma vantagem de 18 jogos ganhos. Por outro lado, o Racing mantém um registro positivo de 20 jogos invictos (11 anos sem perder) contra os vermelhos, entre 1983 e 1994, com 7 vitórias e 13 empates (incluindo confrontos em ligas, copas nacionais e internacionais)[carece de fontes?]
Durante 97 anos consecutivos (de 1926 a 2023), o Racing manteve um recorde positivo invicto contra o Independiente em confrontos de copas nacionais, com um empate e 5 vitórias consecutivas. Em jogos amistosos, foram disputados 68 confrontos, com 22 vitórias do Racing, 26 empates e 20 vitórias do Independiente. O Racing possui uma sequência invicta de 11 jogos (durante 15 anos) nesse tipo de disputa.
O Racing também mantém uma rivalidade clássica com River Plate, Boca Juniors e San Lorenzo de Almagro, pois estes são os outros três times que completam os "cinco grandes do futebol argentino".